# Shi Jingnan
Shi Jingnan (chiń. 石竟男; ur. 7 kwietnia 1994) – chiński łyżwiarz szybki specjalizujący się w short tracku, brązowy medalista igrzysk olimpijskich, czterokrotny medalista mistrzostw świata.
W 2014 roku wziął udział w igrzyskach olimpijskich w Soczi. Wystąpił na nich w dwóch konkurencjach – zdobył brązowy medal olimpijski w biegu sztafetowym (wraz z nim w sztafecie wystartowali Han Tianyu, Chen Dequan i Wu Dajing), a w biegu na 1500 m zajął 35. miejsce. 
W 2011 roku zdobył dwa brązowe medale mistrzostw świata juniorów w biegu na 1000 m i superfinale na 1500 m podczas mistrzostw w Courmayeur. Czterokrotnie zdobył medale seniorskich mistrzostw świata – w 2014 roku w Montrealu wywalczył srebro na 3000 m, w 2015 roku w Moskwie złoto w sztafcie i brąz w biegu na 1000 m, a w 2016 roku w Seulu złoto w sztafecie. W 2013 roku zdobył brązowy medal w biegu na 500 m na zimowej uniwersjadzie w Trydencie, a w 2017 roku złoty medal w biegu sztafetowym podczas igrzysk azjatyckich w Sapporo.